# Lajos Juhász
Lajos Juhász (Budapest, 12 febbraio 1906 – 17 ottobre 1981) è stato un calciatore ungherese, di ruolo portiere.

## Carriera
Fu uno dei portieri di riserva dell'Ujpest che nel 1929-1930 vinse il campionato ungherese e la Coppa dell'Europa Centrale.
Negli anni seguenti giocò per il Phobus, arrivando a guadagnarsi una convocazione in Nazionale: il 29 aprile 1934 subentrò a partita in corso in un match di qualificazione per il mondiale contro la Bulgaria.